# Yaese
Yaese (八重瀬町, Yaese-chō) est un bourg du district de Shimajiri, dans la préfecture d'Okinawa, au Japon.

## Géographie

### Situation
Yaese est situé à la pointe sud de l'île d'Okinawa, au Japon.

### Démographie
Au 30 mars 2025, la population d'Yaese s'élevait à 33 298 habitants répartis sur une superficie de 26,96 km2.

## Histoire
La bourg de Yaese a été créé le 1er janvier 2006 par la fusion de l'ancien bourg de Kochinda avec l'ancien village de Gushichan.

## Patrimoine culturel et naturel
Le bourg de Yaese Compte vingt-six éléments de patrimoine matériel culturel ou naturel, dont onze sont désignés ou enregistrés au niveau national, préfectoral ou municipal,,,. 
- Nom (japonais) (type d’enregistrement)

### Patrimoine matériel
- Aragusuku Gusuku (新城グスク?, Gusuku d’Aragusuku)
- Gushichan Gusuku (具志頭グスク?, Gusuku de Gushichan)
- Gushichan Uiigusuku (具志頭上グスク?, Gusuku supérieur de Gushichan)
- Jiri Gusuku (勢理グスク?, Gusuku de Jiri)
- Midori Gusuku (ミドリグスク?, Gusuku de Midori)
- Résidence de la famille Yagi (bâtiment principal, mur en pierres, mur hinpun, dépendance asagi et puits) (屋宜家住宅 主屋、石垣、ヒンプン、アサギ、井戸?) (National)
- Site archéologique de Minatogawa (港川遺跡?)
- Site archéologique de Yoza-nu-tun (与座ヌ殿遺跡?)
- Site de découverte des humains fossiles de Minatogawa (港川古代人骨遺跡?)
- Site de l’abri anti-aérien de Karabi (カラビ壕遺跡?)
- Site sacré de Kaniman Utaki (カニマン御嶽遺跡?)
- Site sacré de Māga-nu-tun (マーガヌ殿遺跡?)
- Tatana Gusuku (多々名グスク?, Gusuku de Tatana)
- Temigura Gusuku (テミグラグスク?, Gusuku de Temigura)
- Yaese Gusuku (八重瀬グスク?, Gusuku de Yaese)
- Yonagusuku Gusuku (世名城グスク?, Gusuku de Yonagusuku)

### Patrimoine ethnologique
- Grand lion en pierre de Tomori (富盛の石彫大獅子?) (Préfectoral)
- Palanquin et instruments funéraires de Tōme et Kogusuku (当銘・小城の共有龕及び付属葬具一式?) (Préfectoral)

### Lieux de beauté pittoresque
- Hanandā (pont comportant une arche en pierre naturelle) (ハナンダー?) (National)

### Monuments naturels
- Figuier des banians de Tōna (当名のガジュマル?) (Municipal)
- Figuier des banians de Yonagusuku (世名城のガジュマル?) (Municipal)
- Rangée de fukugis (Garcinia subelliptica) de Gushichan (具志頭のフクギ並木?) (National)